# Oreohelix strigosa ssp. goniogyra
Oreohelix strigosa ssp. goniogyra је подврста класе Gastropoda која припада реду Stylommatophora. 

## Угроженост
Подаци о распрострањености ове врсте су недовољни.

## Распрострањење
Сједињене Америчке Државе су једино познато природно станиште врсте.

## Станиште
Врста Oreohelix strigosa ssp. goniogyra има станиште на копну.